# 白细胞介素-21
白细胞介素-21（缩写IL-21）是一种细胞因子，由人类基因 IL21 编码，与细胞表面的白细胞介素-21受体结合发挥作用。